# Don’t Think of Me
«Don't Think of Me» (с англ. — «Не думай обо мне») ― сингл британской певицы и автора песен Дайдо. Он был выпущен в качестве второго сингла с ее дебютного альбома No Angel исключительно в США 7 февраля 2000 года. Сингл получил достаточно эфира, чтобы достичь пика на 35-м месте в американском рейтинге Adult Top 40 в мае 2000 года.

## Трек-лист
US promo CD
1. "Don't Think of Me" (radio mix) – 3:56
2. "Don't Think of Me" (album edit) – 4:18
3. Call out research hook – 0:10

## Чарты
| Чарт (2000–2002)                  | Высшая позиция |
| --------------------------------- | -------------- |
| Romania (Romanian Top 100)        | 62             |
| США (Billboard Adult Pop Airplay) | 35             |